# Coupe intercontinentale 1998
La Coupe intercontinentale 1998 est la trente-septième édition de la Coupe intercontinentale. Le match oppose le club espagnol du Real Madrid CF, vainqueur de la Ligue des champions de l'UEFA 1997-1998 aux Brésiliens du CR Vasco da Gama, vainqueur de la Copa Libertadores 1998. C'est la troisième participation à cette compétition pour le club espagnol, vainqueur en 1960, et la première pour le club brésilien.
Le match se déroule au Stade national de Tōkyō au Japon devant 51 514 spectateurs, et est dirigé par l'arbitre chilien Mario Sánchez. Le Real l'emporte sur le score de deux buts à un, remportant ainsi sa deuxième coupe intercontinentale. Son attaquant espagnol Raúl, auteur du dernier but de la rencontre, est élu homme du match. En 2017, le Conseil de la FIFA a reconnu avec document officiel (de jure) tous les champions de la Coupe intercontinentale avec le titre officiel de clubs de football champions du monde, c'est-à-dire avec le titre de champions du monde FIFA, initialement attribué uniquement aux gagnantsles de la Coupe du monde des clubs FIFA.

## Feuille de match
| 1er décembre 1998 | Real Madrid               | 2 - 1   | CR Vasco da Gama | Stade national de Tōkyō                        |                                                |
|                   | Nasa 25e (csc) · Raúl 83e | (1 - 0) | 56e Juninho      | Spectateurs : 51 514 Arbitrage : Mario Sánchez | Spectateurs : 51 514 Arbitrage : Mario Sánchez |
|                   | Rapport                   |         |                  | Spectateurs : 51 514 Arbitrage : Mario Sánchez | Spectateurs : 51 514 Arbitrage : Mario Sánchez |

| Real Madrid | Vasco da Gama |

| Real Madrid : |    |                   |  |     |
|               |    |                   |  |     |
| G             | 1  | Bodo Illgner      |  |     |
| D             | 2  | Christian Panucci |  |     |
| D             | 5  | Manuel Sanchís    |  |     |
| D             | 19 | Fernando Sanz     |  |     |
| D             | 3  | Roberto Carlos    |  |     |
| M             | 6  | Fernando Redondo  |  |     |
| M             | 4  | Fernando Hierro   |  |     |
| M             | 10 | Clarence Seedorf  |  |     |
| M             | 20 | Sávio             |  | 89e |
| A             | 7  | Raúl              |  |     |
| A             | 8  | Predrag Mijatović |  | 89e |
| Remplaçants : |    |                   |  |     |
| A             | 9  | Davor Šuker       |  | 89e |
| A             | 17 | Robert Jarni      |  | 89e |
| Entraîneur :  |    |                   |  |     |
| Guus Hiddink  |    |                   |  |     |

| Vasco da Gama : |    |                |  |     |
|                 |    |                |  |     |
| G               | 1  | Carlos Germano |  |     |
| D               | 31 | Vágner         |  | 75e |
| D               | 3  | Odvan          |  |     |
| D               | 4  | Mauro Galvão   |  |     |
| D               | 6  | Felipe         |  |     |
| M               | 8  | Nasa           |  |     |
| M               | 5  | Luisinho       |  | 85e |
| M               | 19 | Juninho        |  |     |
| M               | 11 | Ramón          |  | 88e |
| A               | 7  | Donizete       |  |     |
| A               | 9  | Luizão         |  |     |
| Remplaçants :   |    |                |  |     |
| D               | 2  | Vítor (en)     |  | 75e |
| A               |    | Guilherme      |  | 85e |
| A               | 18 | Válber (en)    |  | 88e |
| Entraîneur :    |    |                |  |     |
| Antônio Lopes   |    |                |  |     |

| Homme du match : Raúl (Real Madrid) |